# Caravan Palace (álbum)
Caravan Palace é o primeiro álbum de estúdio do grupo de electro swing Caravan Palace, lançado em 20 de outubro de 2008. O álbum teve o melhor desempenho na terra natal da banda, a França, onde alcançou a posição máxima de 11º lugar na tabela em agosto de 2009, e permaneceu na tabela dos álbuns franceses por 68 semanas consecutivas. Em 2009. Recebeu a certificação de ouro da Independent Music Companies Association, que indicou vendas de pelo menos 100.000 cópias na Europa.

## Lista de músicas
| N.º            | Título                 | Duração |  |
| 1.             | "Dragons"              | 4:05    |  |
| 2.             | "Star Scat"            | 3:50    |  |
| 3.             | "Ended With the Night" | 5:00    |  |
| 4.             | "Jolie Coquine"        | 3:46    |  |
| 5.             | "Oooh"                 | 1:49    |  |
| 6.             | "Suzy"                 | 4:07    |  |
| 7.             | "Je M'Amuse"           | 3:34    |  |
| 8.             | "Violente Valse"       | 3:35    |  |
| 9.             | "Brotherswing"         | 3:42    |  |
| 10.            | "L'Envol"              | 3:46    |  |
| 11.            | "Sofa"                 | 0:51    |  |
| 12.            | "Bambous"              | 3:14    |  |
| 13.            | "Lazy Place"           | 3:57    |  |
| 14.            | "We Can Dance"         | 4:23    |  |
| 15.            | "La Caravane"          | 5:05    |  |
| Duração total: | Duração total:         | 54:44   |  |

## Equipe Musical
- Hugues Payen – violino
- Arnaud Vial – guitarra
- Charles Delaporte – contrabaixo
- Camille Chapelière – clarinete
- Antoine Toustou – trombone, bateria eletrônica
- Aurélien Trigo (Ariel T) – guitarra, DJ
- Colotis Zoe - vocalista